# Deltote oblitescens
Deltote oblitescens là một loài bướm đêm trong họ Noctuidae.